# The Bomb! (These Sounds Fall into My Mind)
The Bomb! (These Sounds Fall into My Mind) is een nummer van het Amerikaanse houseproject The Bucketheads uit 1995. Het is de eerste single van All in the Mind, het enige album van The Bucketheads.
Na een verveelde avond flanste Kenny "Dope" Gonzalez, de grote man achter The Bucketheads, "The Bomb!" in één avond in elkaar. Per ongeluk werd het nummer een grote hit. In de Amerikaanse Billboard Hot 100 haalde het een bescheiden 49e positie, maar in de Nederlandse Top 40 haalde het de 12e positie en in de Vlaamse Ultratop 50 de 17e. Toch kwam het succes van "The Bomb" Gonzalez duur te staan. Het nummer bevatte namelijk een sample van het nummer Street Player van Chicago, en omdat Gonzalez niet had voorzien dat zijn nummer een hit zou worden, had hij deze sample ongevraagd gebruikt. Dus moest hij een enorm geldbedrag van 30.000 dollar betalen aan de bandleden van Chicago.
Samples uit het nummer werden in 1996 nog gebruikt voor de plaat Want Love van Hysteric Ego.